# Bert Roesems
Bert Roesems (* 14. Oktober 1972 in Halle) ist ein ehemaliger belgischer Radrennfahrer.
Bert Roesems, ein Zeitfahrspezialist, wurde 1996 Profi bei Vlaanderen 2002. Seinen ersten Profisieg feierte er 1999 beim Circuit Franco-Belge, bei dem er auch Zweiter in der Gesamtwertung wurde. Nach weiteren Etappensiegen bei der Tour de la Région Wallonne, der Belgien-Rundfahrt und der Schweden-Rundfahrt schaffte er 2003 seinen ersten Gesamterfolg beim Eintagesrennen Grand Prix de Denain. 2004 gewann er dann eine Etappe der Niedersachsen-Rundfahrt und die Gesamtwertung, somit sein erstes Etappenrennen. In folgenden Jahren profilierte sich Roesems nach einem Wechsel zu Davitamon-Lotto als guter Fahrer auf Kopfsteinpflaster. Er gewann die belgischen Eintagesrennen Brüssel-Ingooigem (2005) und Nokere Koerse (2006). Ende der Saison 2009 beendete er seine aktive Radsportkarriere.

## Palmarès
- 2001
  - Brüssel-Ingooigem
- 2003
  - Grand Prix de Denain
  - eine Etappe Grand Prix Erik Breukink
- 2004
  - Niedersachsen-Rundfahrt
  - Belgischer Meister Zeitfahren
  - Chrono des Herbiers
- 2005
  - Halle–Ingooigem
- 2006
  - Nokere Koerse